# Kasteel van La Palice
Het Kasteel van La Palice (Frans: Château de La Palice) is een kasteel dat ligt in de gemeente Lapalisse in de Franse regio Auvergne-Rhône-Alpes.
Het feodale deel van het kasteel, dat werd gebouwd tussen 11e eeuw en 13e eeuw, werd door Jacques de Chabannes I in 1430 verkregen. Zijn kleinzoon, Jacques II, maarschalk van Frankrijk, liet aan het begin van 16e eeuw de renaissancevleugel bouwen in roze bakstenen. Deze verving de muur die het kasteel met de in 1470 in gotische stijl gebouwde kapel verbond. De volledig gemeubileerde salons bevatten talrijke historische herinneringen. Bijzonder is het tapijtwerk van Preux uit de 15e eeuw, de Doré-salon en de kapel waarvan de crypte de graftombes van de Chabannes bevat.
Sinds 1430 wordt het kasteel bewoond door dezelfde familie.
De fraaie tuinen zijn voor publiek geopend, het kasteel alleen met een vooraf te boeken rondleiding.